# Ronde van Noord-Holland

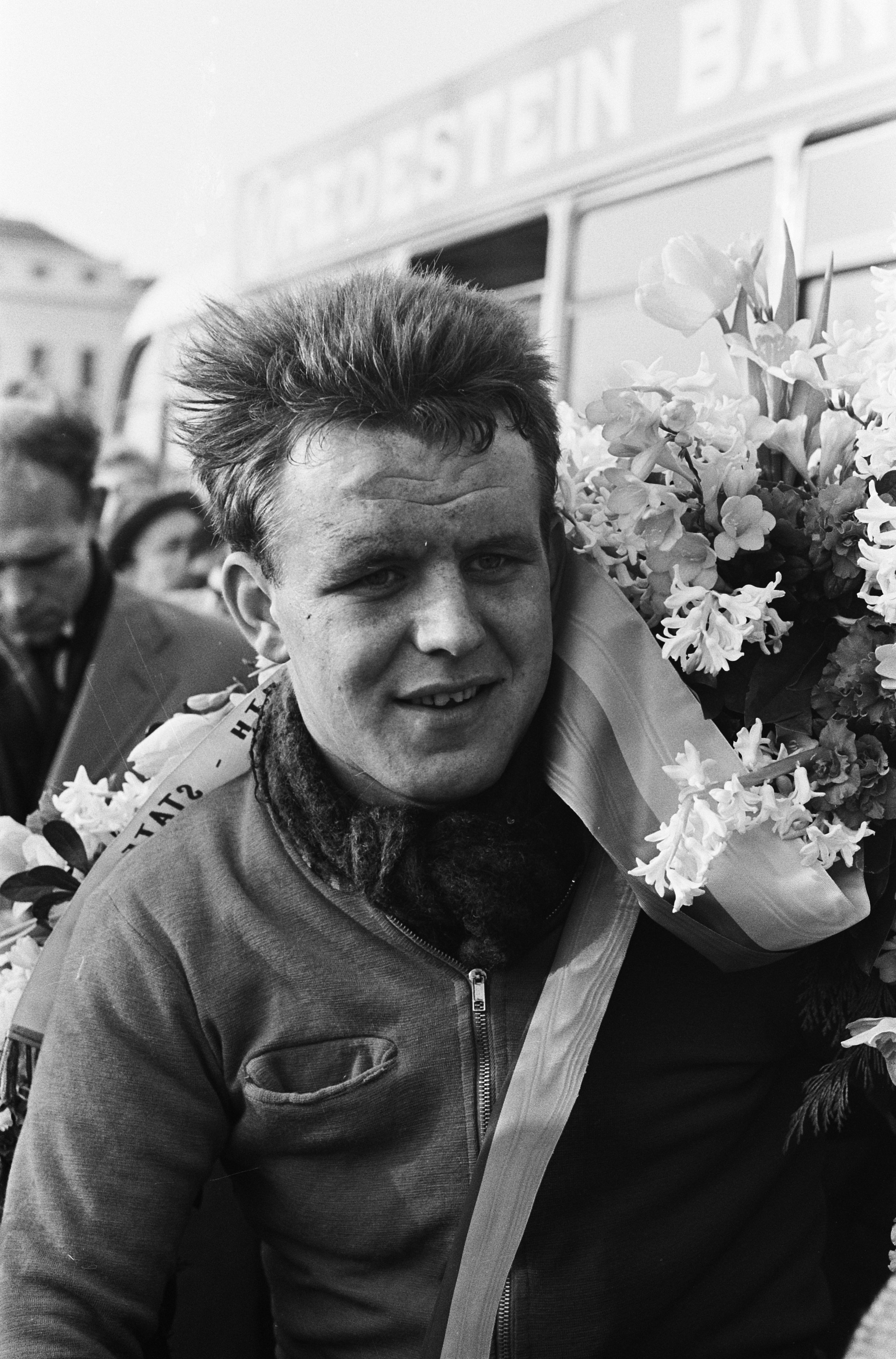
Rinus Paul, wanneer hij in 1963 de Ronde van Noord-Holland wint

De Ronde van Noord-Holland was een eendaagse wielerwedstrijd in Noord-Holland. De ronde was van 1975 tot 1980 een driedaagse wielerwedstrijd, maar werd daarna door het minder grote succes weer gewijzigd in een eendaagse wedstrijd.
De wedstrijd werd voor het eerst gereden in 1946, destijds georganiseerd door de Zaanlandsche Wielerclub DTS. Joop Middelink, de latere bondscoach van de KNWU, won. Sinds dat jaar vond de Ronde van Noord-Holland zonder onderbreking elk jaar plaats, tegenwoordig in april. De laatste jaren wordt deze gehouden voor neo-profs.
De wedstrijd staat vooral bekend om haar winderige omstandigheden, waardoor het rijden in waaiers veel voorkomt. Vooral in de open kop van de provincie vereist dit inspanning van de renners.
De uitslagenlijst van de Ronde van Noord-Holland kent enkele winnaars die later als profwielrenner bekendheid verwierven, zoals Wout Wagtmans, Jan Janssen, Gerben Karstens, Eef Dolman, Jans Koerts, Rudie Kemna.
De enige buitenlandse winnaars zijn de Belg René Van Meenen die in 1955 de koers won, de Noor Bjørnar Vestøl die in 2000 won, de Duitser Robert Wagner (2008 en 2010) en de Belg Niels Wytinck.

## Lijst van winnaars

### Meervoudige winnaars
| Overwinningen | Renner           | Land      | Jaren              |
| ------------- | ---------------- | --------- | ------------------ |
| 3             | Jans Koerts      | Nederland | 1991 + 1999 + 2003 |
| 2             | Harrie Scholten  | Nederland | 1958 + 1959        |
| 2             | Harrie Jansen    | Nederland | 1968 + 1969        |
| 2             | Erwin Kistemaker | Nederland | 1983 + 1990        |
| 2             | Patrick Rasch    | Nederland | 1987 + 1993        |
| 2             | Rudie Kemna      | Nederland | 1996 + 2002        |
| 2             | Stefan van Dijk  | Nederland | 2001 + 2004        |
| 2             | Robert Wagner    | Duitsland | 2008 + 2010        |

### Overwinningen per land
| Overwinningen | Land                            |
| ------------- | ------------------------------- |
| 66            | Nederland                       |
| 2             | België, Duitsland               |
| 1             | Denemarken, Litouwen, Noorwegen |